# Lennarts julkalender
Lennarts julkalender var en animerad TV-serie i form av julkalender för vuxna som sändes i TV4 1995. Figuren Lennart hade tidigare förekommit i programmet Stina och Lennart lett av Stina Dabrowski. I avsnitten skickar olika kändisar julhälsningar, musik spelas av Lennart Bossanova Sällskap och Lennart berättar historier från sin barndom.
I samband med TV-serien distribuerades av papperskalender som kunde köpas i butik.
Musiken utkom på CD 1999.

## Handling
Lennart har haft som livsuppgift att göra livet så trevligt som möjligt för sina medmänniskor. 
Lennarts pappa Magnus Carlsson ger Lennart en uppgift i julklapp, att betala statsskulden. För att uppnå detta bestämmer sig Lennart för att börja sälja julkalendrar och för varje kalender skänka 1 krona till statsskulden.

## Medverkande
- Kjerstin Dellert
- Björn Eriksson
- Siewert Öholm
- Cyndee Peters
- Henning Sjöström
- Barbro Lill-Babs Svensson
- Paolo Roberto
- Lennart Swahn
- Agneta Sjödin
- Micael Bindefeld
- Sven-Bertil Taube
- Birgit Cullberg
- Georg "Åby" Ericson
- Antonia Ax:son Johnson
- Yvonne Ryding
- Carl Jan Granqvist
- Leif "Loket" Olsson
- Lasse Lönndahl
- Anders Björck
- Sten och Ebbe Nilsson i Sten & Stanley
- Sven Wollter
- M.A. Numminen
- Hans Holmér
- Leif Silbersky[2]